# المفكرة (ويندوز)
المفكرة (Notepad) محرر نصوص بسيط مخصص للعمل على أنظمة ميكروسوفت ويندوز وقد ضُمِّن في جميع إصدارات ميكروسوفت ويندوز منذ الإصدارة 1.0 وكان ذلك في العام 1985.

## المزايا والخصائص
المفكرة محرر نصوص معروف يتيح للمستخدمين القيام بتحرير النصوص (والنصوص فقط) ويحفظ الملفات بالامتداد "txt."، ولا تدعم المفكرة أساليب تنسيق النصوص مما يجعلها مناسبة لتحرير ملفات الأنظمة التي يتم استخدامها في بيئة دوس التشغيلية وفي بعض الأحيان يعتبر مناسبًا لكتابة الكود المصدري لبعض برامج الحاسوب.
وفي المقابل يدعم المفكرة طريقتي كتابة حسب نوع اللغة فهو يدعم الكتابة للغات التي تكتب فيها الجمل من اليسار إلى اليمين -كما هو الحال في اللغة الإنجليزية- ويدعم كذلك الكتابة من اليمين إلى اليسار -كما هو الحال في اللغة العربية- ويستطيع المستخدمون التبديل بين هذين النمطين بأزرار لوحة المفاتيح Ctrl+⇧ Shift.
وعلى عكس المحرر «وردباد»، المفكرة لا يعامل السطور الجديدة أثناء عملية تحرير النصوص مثلما تعامَل على نمط يونكس أو ماك ويقوم المفكرة بتقديم الوظائف الأساسية لمعالجة النصوص كعملية البحث عن الكلمات أو الجمل ومن الجدير ذكره أن الإصدارات الجديدة فقط من نظام التشغيل ويندوز تقدم نسخة محدثة من محرر النصوص نوتباد والتي تحوي بين وظائفها خاصية البحث والتبديل (Search & Replace) وعلى الرغم من ذلك يبقى المفكرة محرر ضعيف القدرات بالمقارنة مع محررات نصوص أخرى تقدم كثيرًا من الوظائف والخصائص المتنوعة.
وداخلياً يقوم نوتباد باستخدام نافذة تحريرية تسمى «تحرير» ويشار إلى أنه في النسخ القديمة منه (مثل تلك التي كانت تتواجد في أنظمة ويندوز 95، وويندوز 98، وويندوز مي، بالإضافة إلى ويندوز 3.1) يوجد حد أقصى لحجم الملف الذي يستطيع نوتباد القيام بتحريره وهو 64 كيلوبايت وذلك نتيجة قصور في دعم نظام التشغيل للنافذة التحريرية «تحرير».
استُخدِم نوع الخط «فيكسدسيس» في نسخ المفكرة التي كانت تعمل على نظام ويندوز 95 وما سبقه من إصدارات وقد قدمت أنظمة ويندوز 98 وويندوز أن تي 4.0 خاصية تغيير نوع هذا الخط وابتداءً من إصدارة ويندوز 2000 أصبح نوع الخط الافتراضي في نوتباد «لوسيدا كونسول» وعلى جميع الأحوال فإن عملية تخصيص إعدادات الخطوط تؤثر فقط في عمليتي إظهار النصوص للمستخدمين وعملية الطباعة ولا تؤثر في كيفية حفظ الملفات على القرص الصلب وفي نظام ويندوز 8 غُيِّر نوع الخط الافتراضي في المفكرة إلى «كونسولاس»، ولغاية ويندوز مي لم توجَد تقريبًا أي اختصارات على لوحة المفاتيح ولم يكن لخاصية اكمال السطور دعم وابتداءً من ويندوز 2000 تم دعم اختصارات لوحة المفاتيح للوظائف الشائعة مثل وظيفة إنشاء ملف جديد Ctrl+N، وفتح ملف موجود Ctrl+O، وحفظ الملفات مع تغييراتها Ctrl+S، بالإضافة إلى وجود شريط الحالة وعداد الأسطر «الذي يتم تفعيله في حالة تثبيط خاصية إكمال الجمل على سطور جديدة في حال انتهاء سطر التحرير (word-wrap)».
وفي أنظمة ويندوز أن تي يستطيع المفكرة القيام بتحرير ملفات النصوص من نوع 8-بت بالإضافة إلى الملفات التي تحوي في طياتها نصوص مبنية على نظام اليونيكود (ويشمل ذلك كل من تشفير UTF-8 وتشفير UTF-16).
ويحوي المفكرة أيضًا في طياته بعض الدعم لوظيفة سجل التغييرات ففي كل مرة يُفتَح فيها ملف يبدأ اسمه ب "LOG." يقوم المفكرة بإدخال نص يشير إلى الختم الزمني في آخر الملف. ويقبل نوتباد إدخال النصوص من ذاكرة الجهاز الرئيسية كما هو الحال في عمليات النسخ والإلصاق أو القطع والإلصاق، وفي حال وجود نص منسق في عمليات النسخ أو القطع يقوم نوتباد بلصق البيانات النصية فقط ويعد ذلك مفيداً في عملية تنظيف البيانات النصية من أي نوع من أنواع الخطوط المضمنة أو أي نوع من أنواع التنسيقات الأخرى فعلى سبيل المثال عند قيام المستخدم بنسخ جميع محتويات صفحة من متصفح الانترنت بما فيها من أنواع الخطوط والتنسيقات والصور وعند إلصاق هذه البيانات المنسوخة يقوم نوتباد بلصق البيانات النصية من صفحة الإنترنت تاركاً أي نوع اَخر من أنواع البيانات على الذاكرة الرئيسية لجهاز الحاسوب.
و من الجدير بالذكر أيضاً أنه بامكان المستخدمين القيام بطباعة الملفات التي يتم تحريرها عن طريق نوتباد ولكن عملية الطباعة لن تكون سليمة في حال تفعيل خاصية «اكمال الجمل على سطور جديدة (word-wrap)»، ويمكن للمستخدمين أيضاً القيام بتخصيص رؤوس الصفحات والتذييلات والهوامش والتعديل عليها في وضع «التحضير للطباعة».
لا يعير نوتباد أي اهتمام لعملية قفل الملفات سواء أكان هناك برنامج أو مستخدم أو حتى حاسوب اَخر يقوم بالتعديل على نفس الملف وذلك على عكس المحرر وردباد الذي لا يسمح بتعديل الملف في حال قفله، وبسبب افتقار نوتباد للوظائف المتقدمة في محررات النصوص فان الكثير من المستخدمين يجدونه بسيط وسهل الاستخدام للقيام بعمليات تحرير النصوص الأساسية.

## كشف اليونيكود
تملك نسخة نوتباد التي تم تطويرها لإصدارة أن تي من نظام ويندوز (وهي نفس النسخة التي تعمل على إصدارات ويندوز 2000 وويندوز أكس بي) القدرة على كشف ملفات اليونيكود حتى في حال فقدان هذه الملفات لبايت من بايتات علامة التنظيم ولعمل ذلك يقوم نوتباد باستدعاء وظيفة "()IsTextUnicode" الموجودة ضمن ملفات النظام لدى ويندوز ولكن هذه الوظيفة لا تعمل بشكل دقيق دائماً وكنتيجة لذلك يقوم نوتباد بمعاملة الملف الذي يحتوي على النص "aaaa aaa aaa aaaaa" مثلاً كملف يستخدم تشفير 2 بايت ويحاول نوتباد إظهاره كما هو عليه، ويشار أيضاُ إلى ان الخوارزمية التي تطبقها وظيفة "()IsTextUnicode" تم تطويرها وتحسينها في نسخ نوتباد التي أتت مع أنظمة ويندوز فيستا وويندوز 7.

## البرمجيات المنافسة
يوجد الكثير من التطبيقات لاستبدال نوتباد والتي تحوي العديد من الوظائف التحريرية ويشمل ذلك المحررات المجانية مثل تيد نوتباد والمحررات الحرة مثل نوتباد++ ونوتباد2